# El Molinar de Alcoy

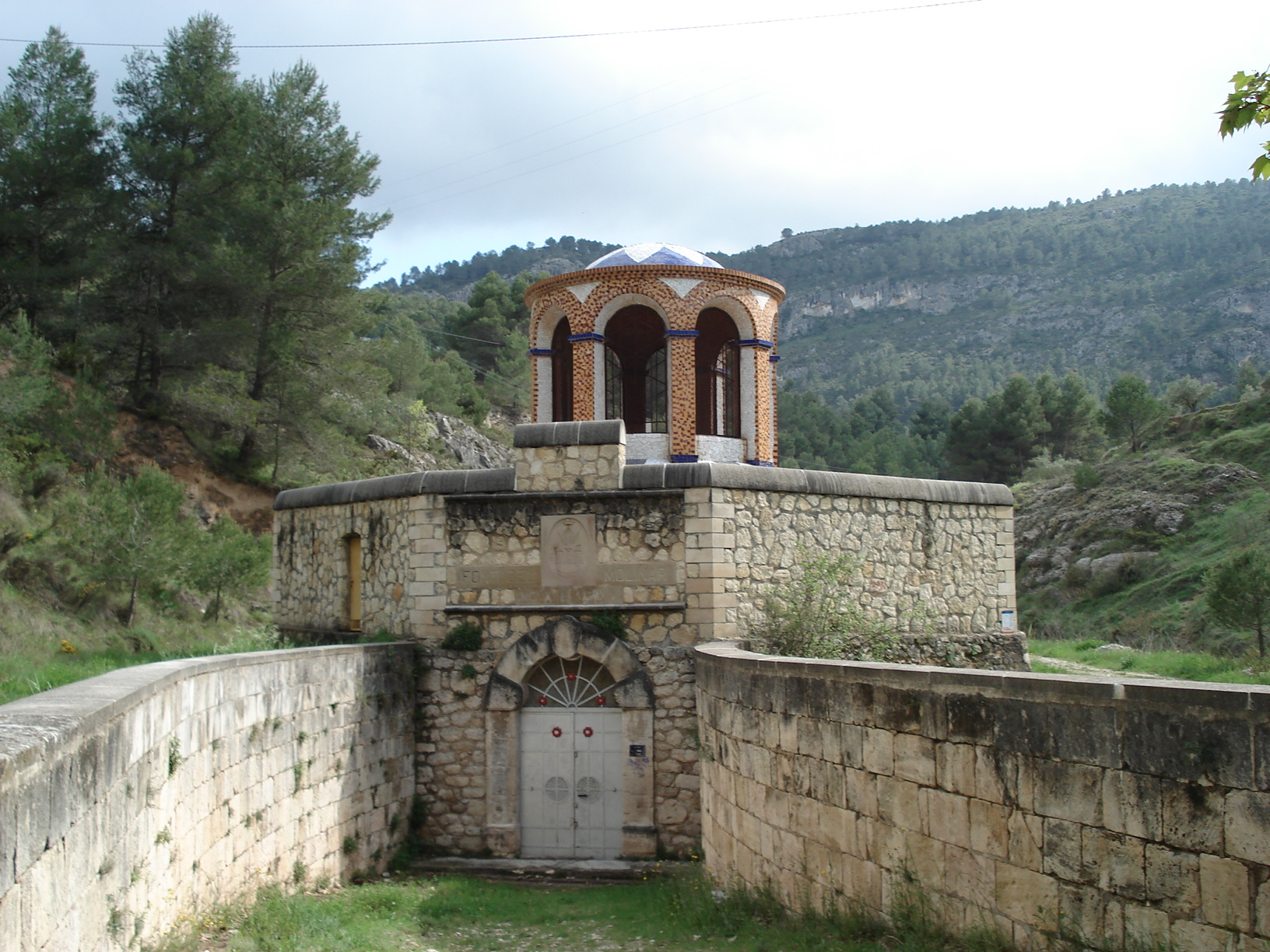
Edificio modernista en la fuente del Molinar, en Alcoy. Obra del ingeniero José Abad Carbonell en 1912.

El paraje de El Molinar se localiza a unos dos kilómetros al sur de la ciudad de Alcoy (Alicante), España, y a una altitud máxima de 570 metros sobre el nivel del mar. Se accede al manantial y a la cabecera del barranco (primeras fábricas) desde la carretera N-340, a la altura de la Venta Saltera.
La zona alta media del conjunto fabril tiene comunicación con el casco urbano por una carretera que confluye a las calles Carretera del Molinar, de Sant Vicent y de Sant Nicolau.

## Datos histórico-artísticos
El topónimo Molinar, o Riu dels Molins, indica la existencia de antiguos molinos harineros y batanes, cuyo origen hay que situarlo en el siglo XV. El caudal permanente y la existencia de fuertes desniveles favorecieron el establecimiento de industrias. El agua, como fuente de energía, condiciona el emplazamiento de la fábrica en el territorio. La energía hidráulica requiere una utilización del agua racional y colectiva mediante una infraestructura compartida (acequias y canales).
La ciudad de Alcoy ofrece uno de los casos paradigmáticos del proceso de industrialización valenciano, cuyos inicios se remontan a la segunda década del siglo XIX, si bien la relevancia y precocidad de las actividades preindustriales –realizadas en batanes de paños– se documentan de forma continuada desde el siglo XV.
Como testimonio de la industrialización alcoyana, la ciudad cuenta con ejemplos notables de edificaciones fabriles, desde los primitivos molinos papeleros y batanes localizados a orillas de los ríos Molinar y Barxell, hasta grandes fábricas de manufactura combinada que se empiezan a edificar en las primeras décadas del siglo XX, y en las que se realizaba la totalidad del proceso textil.
La localización de las antiguas edificaciones industriales estuvo favorecida y condicionada por la existencia de pequeños cursos de agua que cruzan el término de Alcoy, siendo el río Barxell o Riquer el punto escogido para el establecimiento de molinos papeleros, en su curso alto, y tintes para lanas, en su curso bajo, localizados ya
cerca de su unión con el río Molinar, escenario que desde antaño observó una extraordinaria actividad manufacturera en los procesos textiles y papeleros.
La mayoría de los edificios fabriles que se han conservado hasta nuestros días muestran unos patrones constructivos de características similares. Se puede hablar de una tipología: bóvedas en la planta baja o semisótano, pilares de sillares o ladrillos en la planta primera, y planta superior diáfana que deja ver las cerchas articuladas que sustentan la cubierta.
Las chimeneas se incorporan a los edificios paulatinamente, a partir del último tercio del siglo XIX. La primera caldera y chimenea se instaló en el año 1832 en uno de los edificios industriales de las Cinco Muelas o La Riba, localizado en el curso medio de El Molinar. Junto con el empleo de la energía hidráulica, se fueron incorporando otras fuentes de energía: los motores de vapor y los de gas pobre, turbinas hidráulicas y, a partir de los inicios del siglo XX, se incorpora la energía eléctrica. No obstante, algunas ruedas hidráulicas no dejaron de utilizarse incluso en los años 1960.
En el año 1960 existían 56 concesiones de agua en los 20 edificios de El Molinar. Es también a partir de los años 60 cuando ya no es rentable la ubicación de muchas de estas fábricas, por las dificultades de los accesos y comunicaciones. Empiezan a surgir nuevos asentamientos industriales, mejor ubicados y próximos a la población, o en su interior y junto a las vías de comunicación, que ya no precisan de la energía hidráulica.
En la actualidad perdura toda la estructura que conformaba este enclave industrial que se adaptó con gran habilidad a la orografía permitiendo la utilización de la energía hidráulica de una forma racional.

## Inmuebles históricos del conjunto

### Font del Molinar
Se localiza al inicio del barranco de la Batalla. Fue obra del ingeniero Josep Abad i Carbonell en 1912.
Se trata de un edificio de estilo modernista que consta de una cúpula y un cupulín adornado con franjas de trencadís de vivos colores en los que predominan el ocre y el azul. El cupulín se cierra con una bóveda y además se encuentran ventanas formando arcos de medio punto.
Rodea el edificio una tapia octogonal que consta de una puerta para acceder al interior del manantial. Esta puerta es de medio punto. La piedra de la tapia aparece formando sillería.
Los antecedentes del edificio, que se construyó en 1912, se remontan a 1540, en que se canalizaron las aguas del río Molinar por obra de Melchor Llopis y posteriormente, en 1780, se realizó otra cerca que también era octogonal.

### Red hidráulica
Las aguas del río Molinar surgen a la superficie a través de un lecho de gravas, con un caudal aproximado de 300 litros/segundo. La formación geológica configura en este punto una falla rellena de arcilla, a modo de dique, que constituye el nivel freático que da origen a la surgimiento, captando aguas subterráneas de la cuenca alta.
La fuente de El Molinar ha abastecido de agua a la población de Alcoy desde el año 1421. La primera conducción se realizaba por medio de una acequia descubierta, y en 1848 se edificó un partidor de aguas para la distribución del caudal. El agua destinada a la industria (6/9 partes) circulaba por un canal inicialmente a cielo abierto, posteriormente subterráneo, siendo utilizada para mover las ruedas hidráulicas de los artefactos. Una de las obras de mayor presencia en este primer tramo del río Molinar es un imponente muro de sillar de 20 metros de altura, que fue realizado para consolidar las laderas donde se asientan los edificios que ocupan todavía el área del antiguo Molí del Ferro.
Desde este punto, el agua era conducida mediante una acequia o canal sucesivamente a las ruedas de los molinos que se encuentran en esta margen izquierda.
Cabe entender como parte de esta red los restos físicos y trazas de las conducciones de alimentación y evacuación vinculados al sistema fabril en su conjunto.

### Molí Nou del Ferro
Se localiza en el margen izquierda del río Molinar y fue construido a finales del siglo XVIII.
Se trata de un conjunto de dos naves con planta baja y tres pisos altura, con 5 y 9 vanos en los pisos superiores. Está todo el construido con sillares y mampostería, con refuerzos en las esquinas. Tiene vivienda y huerta sobre el margen del río Molinar. Su estructura interior era totalmente de madera con una chimenea adosada a la cara oeste, de fuste cuadrangular, rematada por doble capitel, muy afectado por un incendio de fecha reciente.
La energía utilizada era la hidráulica, era la primera fábrica que recibe el agua de El Molinar.

### Molí del Ferro
Se localiza en el margen izquierda del río Molinar y fue construido en 1779.
Se trata de un molino papelero edificado sobre los restos de otro más antiguo, también del mismo nombre. Con las transformaciones pasa de tener de 3 a 4 pilas. Como era habitual en las fábricas de El Molinar, se simultaneaba la fabricación de papel con la textil.

### Els Solers
Se localiza en el margen izquierda del río Molinar y fue construido a principios del siglo XIX.
Consta de 3 naves de amplitud y 7 de profundidad en el piso semisótano y 10 en el principal y el segundo, las cuatro últimas naves de esta segunda planta tienen un piso más con cubierta ordinaria y las seis restantes con toda la amplitud del edificio con cimbres de hierro y madera.
Forma parte del conjunto denominado “fàbriques de la primera aigua”. En un principio se destinó a la fabricación de papel, transformándose más tarde en una fábrica de hilar y cardar lanas. 

### Molí de Tort / Molí de la Figuera
Se localiza en el margen izquierda del río Molinar y se tiene noticias de que antes de 1842 funcionaba como batán.
Está anexo al edificio del Molí de la Figuera, con el que comparte el sistema de alimentación, partición y regulación del caudal de las aguas y al que está unido por un lienzo de pared por la cara este. Consta de semisótano abovedado y tres pisos, ocupando el edificio y los anexos 1600 metros cuadrados de superficie. La chimenea adosada a la cara sur es de forma cuadrangular, rematada por un capitel y construida con ladrillo.

### Batà de Silvestre
Se localiza en el margen izquierda del río Molinar y fue construido en el siglo XIX.
De planta rectangular de dos crujías con cierres de fábrica sillar de pedra tosca. Consta de planta baja y dos alturas. Forma unidad con el Molí de Tort, con el que comparte el sistema de alimentación, partición y regulación del caudal de las aguas, empleando la misma rueda hidráulica que movía los árboles de transmisión.

### Batà de Pastor
Se localiza en el margen izquierda del río Molinar y fue construido en el siglo XIX.
Son los restos de un edificio destinado a la industria textil, que en la actualidad testimonia y dimensiona el antiguo asentamiento.

### Borrera de Sanus
Se localiza en el margen izquierda del río Molinar y fue construido en el siglo XIX.
Son los restos de un edificio que tenía planta octogonal y forma basilical con tres naves laterales y seis longitudinales. La primera planta era en semisótano con bóvedas de aristas menos la última crujía. La chimenea se adosa al muro longitudinal, vinculándose su silueta al edificio como forma representativa de éste.

### Máquina de Graus
Se localiza en el margen izquierda del río Molinar y fue construido en el siglo XIX.
Son los restos de una edificación de actividad textil, que en la actualidad testimonia y dimensiona el antiguo asentamiento.

### Ermita de Nuestra Señora del Pilar
Se localiza en el margen izquierda del río Molinar y fue construida en 1840.
La primitiva ermita, construida en 1769 por los fabricantes de papel y batanes del río Molinar, se localizaba en la margen derecha, frente a la actual ermita. En la mayoría de los edificios industriales de la cuenca de El Molinar se tiene documentada la existencia de una imagen de la Virgen del Pilar, reproducida sobre azulejos y generalmente entronizada en una hornacina, que se sitúa sobre la puerta principal de la fábrica.
El edificio consta de una nave de planta rectangular, cubierta de teja a dos aguas y con una espadaña en la parte posterior; fachada principal con pilastras y molduras (de yeso) de estilo neoclásico y una pequeña hornacina en la zona central superior. En el interior se identifican restos de la decoración pintada de un dosel que enmarca la hornacina para entronizar una imagen de la Virgen del Pilar, que se situaría sobre el altar. Se advierten los restos de un pequeño púlpito.

### Fàbrica El Xurro
Se localiza en el margen izquierda del río Molinar y fue construido a finales siglo XIX.
El edificio arranca del lecho del río, que define y limita la fachada de tres órdenes verticales de vanos. El primero formado por vanos de medio punto que coinciden con las bóvedas del sótano. El segundo intercala un hueco en cada vano y el tercero se identifica con las terrazas de la zona. Debido a su particular ubicación, su planta está adaptada al terreno, resultando un edificio de tipología indeterminada que sigue la curva descrita por el río.

### Borrera d’Espí
Se localiza en el margen izquierda del río Molinar y fue construida en fecha anterior a 1776.
Se trata de un edificio de planta lineal de tres crujías con dos niveles, el primero sobre bóvedas de arista y la cubierta a dos aguas, con un área de cubierta de 342 metros cuadrados. Construida con piedra de sillar, en la fachada sur se añade un porche con pilares de ladrillo.